# Frithiof Nordström
Frithiof Georg Daniel Nordström, född den 29 augusti 1882 i Stockholm, död den 12 november 1971 i Stockholm, var en svensk tandläkare och entomolog. Han var son till Daniel Nordström och bror till Ester Blenda Nordström.

## Biografi
Nordström avlade studentexamen som privatist i Hudiksvall och odontologie kandidatexamen vid Tandläkarinstitutet i Stockholm 1906. Efter praktik inom käkkirurgi bedrev han sedan en egen tandläkarpraktik i Stockholm 1906–1952.

### Entomologi
Vid sidan av sin yrkeskarriär hade Nordström, redan sedan ungdomsåren, ett stort intresse för insekter, som snart kom att inriktas på de stora fjärilarna i Norden. Han var inom detta område en flitig medarbetare till Entomologisk tidskrift.  Dessutom bearbetade han storfjärilarna i det material som hemfördes av de sv expeditionerna till Kamtjatka (publ 1927, 1929) och nordöstra Kina (1934).
Nordtröm bidrog mycket verksamt till utforskandet av Nordens fjärilsfauna och gav bland annat ut Svenska Fjärilar (1935–1941, tillsammans med Einar Wahlgren och Albert Tullgren) och Våra fjärilar (1934–1943).
År 1920 började Nordström att registrera svenska fynd av storfjärilar. Målet blev så småningom att ge ut en atlas över de omkring tusen arterna. Under medverkan av specialister från grannländerna publicerades tre delar, De fennoskandiska dagfjärilarnas utbredning (1955), De fennoskandiska svärmarnas och spinnarnas utbredning (1961) och De fennoskandiska och danska nattflynas utbredning (1969). Den fjärde och avslutande delen om mätarna utgavs aldrig.
Under flera årtionden var Nordström en centralgestalt inom svensk lepidopterologi. Han var en mycket god fältentomolog och besökte många trakter i Sverige och bidrog också med att genom larvuppfödning utforska de olika arternas biologi, vilket finns dokumenterat i noggrant förda dagböcker.
Nordströms insatser inom entomologin gavs erkännande via hans promovering till filosofie hedersdoktor vid Uppsala universitet 1942. Han är begravd på Botkyrka kyrkogård.